# Josef Bühler
Josef Bühler (16. února 1904 Bad Waldsee – 22. srpna 1948 Krakov) byl německý válečný zločinec, tajemník a zástupce guvernéra v nacisty zřízeném Generálním gouvernementu se sídlem v Krakově během druhé světové války.
Narodil se v Bad Waldsee do katolické rodiny s dvanácti dětmi, jeho otec byl pekařem. Poté, co dokončil studia práv, přijal práci u Hanse Franka, právního poradce Hitlera i NSDAP. Také byl zvolen poslancem Reichstagu.
Po invazi Polska mu byl udělen titul Brigadeführer v SS od Reichsführer-SS Heinricha Himmlera.

## Po válce
Bühler podal o Frankovi svědectví před Norimberským tribunálem. Později byl vydán do Polska a souzen před Nejvyšším lidovým soudem Polska pro zločiny proti lidskosti, 10. července 1948 byl odsouzen k trestu smrti a propadnutí veškerého majetku. Byl popraven oběšením ve věznici Montelupich v Krakově. Jeho smrt oznámily polské úřady 22. srpna 1948, následující den otiskly oznámení i New York Times.

## V kultuře
Bühler je hlavní postavou románu Fatherland (Otčina) Roberta Harrise z roku 1992. V příběhu alternativní historie pokračuje nacistické Německo ve válce se Sovětským svazem až do šedesátých let a doufá v uzavření spojenectví s USA. Bühler stále slouží v Generálním gouvernementu až do roku 1951, kdy je zraněn polským hnutím odporu a donucen úřad opustit. Jako spoluorganizátor holokaustu je zavražděn v dubnu 1964 při pokusu gestapa zakrýt všechny stopy, které zůstaly po konečném řešení. Objevení Bühlerova těla v Havole na počátku příběhu spouští vyšetřování majora Xaviera Marche, který slouží v nyní již mírových policejních silách SS. Vyšetřování smrti vede k odhalení konečného řešení.
Ve filmu HBO Konference ve Wannsee z roku 2001 (anglicky Conspiracy) hraje Bühlera britský herec Ben Daniels.